# Kirnja
Kirnja ili kirnja golema (lat. Epinephelus marginatus) je najpoznatiji predstavnik svoga roda Epinephelus, poznat po tome da u potrazi za plijenom zađe i u vrlo plitko more. Nazivaju je još i kjerna. Ima veliko tijelo s izraženim ustima, dugu leđnu peraju i zaobljen rep. Boje variraju od smeđe do zelene (boja mladih kirnji), ovisno o godišnjem dobu i starosti ribe. Odrasla riba postaje smeđa sa žutim mrljama i žućkastim donjim dijelom. 
Živi uglavnom sama, u procijepima stijena i špiljama, na dubinama do 60 m, iako zna zaći i na veće dubine, čak i do 300 m. u plićem moru se uglavnom mogu pronaći mlađi primjerci, dok se dublje nalaze veće jedinke. Rupe u kojima živi obično imaju dva izlaza, tek nešto veća od kirnje, tako da je u rupi sigurna.
Raširena je na Mediteranu, uzduž afričke obale te oko Brazila. Rijetko je se može naći i na obalama indijskog oceana, Urugvaja, Argentine, te sjeverno oko Francuske i Britanije.
Kirnja spada u skupinu ugroženih vrsta, te je u nekim zemljama zaštićena.

## Razmnožavanje i prehrana
Razmnožava se u ljetnim mjesecima (srpanj i kolovoz), a zanimljivost je da se sve jedinke izlegu kao ženke, a kada narastu (u dobi od 12-14 godina 
) pretvaraju se u mužjake.
Uglavnom se hrani drugom ribom, rakovima, te glavonošcima. Vrlo je pohlepna i jedan je od glavnih grabežljivaca u moru.

## Veličina
Uobičajena veličina je između 50 i 100 cm, odnosno 3 do 10 Kg. Nisu rijetki ni primjerci od preko 40 Kg.  Može narasti do 150 centimetara duljine i do 60 kilograma težine. Zabilježena je starost kirnje i od 50 godina.

## Drugi projekti
|  | Zajednički poslužitelj ima stranicu o temi Kirnja    |
|  | Zajednički poslužitelj ima još gradiva o temi Kirnja |
|  | Wikivrste imaju podatke o taksonu Kirnji             |